# Saint-Léger-le-Petit

Saint-Léger-le-Petit este o comună în departamentul Cher, Franța. În 1 ianuarie 2022 avea o populație de 354 de locuitori.